# Igor Tchislenko
Igor Leonidovitch Tchislenko (en russe : Игорь Леонидович Численко), né le 4 janvier 1939 à Moscou et mort le 22 septembre 1994, est un footballeur soviétique.

## Biographie

### En club
Igor Tchislenko réalise la quasi-totalité de sa carrière au Dynamo Moscou, où il joue avec l'équipe première de 1959 à 1969.
Avec cette équipe, il dispute un total de 228 matchs en première division soviétique, inscrivant 71 buts. Il dépasse à trois reprises le cap des dix buts, avec douze buts marqués en 1960, puis quinze en 1961, et enfin onze en 1963.
Son palmarès est constitué de deux titres de champion, et d'une Coupe nationale.

### En équipe nationale
Igor Tchislenko reçoit 53 sélections en équipe d'URSS entre 1959 et 1968, inscrivant 20 buts.
Il joue son premier match en équipe nationale le 3 octobre 1959, contre la Chine (victoire 0-1 à Pékin). Il inscrit son premier but le 27 avril 1962, contre l'Uruguay, où les joueurs soviétiques l'emportent très largement à Moscou (5-0).
En 1962, il est retenu par le sélectionneur Gavriil Kachalin afin de participer à la Coupe du monde 1962, organisée au Chili. Lors de cette compétition, il inscrit deux buts, contre la Colombie en phase de poule, puis lors du quart de finale perdu face au pays organisateur. Lors de la rencontre face à l'Uruguay, Tchislenko inscrit également un autre but, toutefois celui-ci sera invalidé par l'arbitre, à la suite d'une requête du capitaine soviétique Igor Netto, réputé pour son fair-play. En effet, le ballon était entré dans le but par un trou qui se trouvait être à l’extérieur du filet.
Par la suite, en 1964, il est retenu par le sélectionneur Konstantin Beskov afin de participer à l'Euro 1964, qui se déroule en Espagne. Lors de cette compétition, il joue les deux matchs disputés par son équipe, mais sans inscrire de but. L'URSS s'incline en finale face au pays organisateur.
Par la suite, en 1966, il est retenu par le sélectionneur Nikolaï Morozov afin de disputer la Coupe du monde 1966, organisée en Angleterre. Lors de cette compétition, il marque deux buts, contre l'Italie en phase de poule, puis contre la Hongrie en quart de finale. L'URSS s'incline en demi-finale face à l'Allemagne de l'Ouest.
Le 3 juin 1967, il inscrit son premier doublé avec l'URSS, lors d'un match amical contre l'équipe de France, avec à la clé une victoire 2-4 à Paris. Le 6 décembre de la même année, il est l'auteur d'un second doublé, lors d'une rencontre amicale face à l'Angleterre, match au terme duquel les deux équipes se neutralisent à Londres (2-2). Il réussit la performance d'inscrire 10 buts en seulement 13 matchs cette année là. 
Il inscrit son dernier but avec l'URSS le 21 mai 1968, contre la Tchécoslovaquie. Le 1er juin, il reçoit sa dernière sélection, face à cette même équipe.
Il est malgré tout retenu par le sélectionneur Mikhail Yakushin afin de participer en juin à l'Euro 1968, qui se déroule en Italie. L'URRS se classe quatrième du tournoi, avec Igor Tchislenko qui doit se contenter du banc des remplaçants.

## Statistiques
| Saison                | Club                  | Championnat           | Championnat | Championnat | Coupe(s) nationale(s) | Coupe(s) nationale(s) | Union soviétique | Union soviétique | Total | Total |
| Saison                | Club                  | Division              | M.          | B.          | M.                    | B.                    | M.               | B.               | M.    | B.    |
| 1959                  | Dynamo Moscou         | D1                    | 19          | 3           | 1                     | 0                     | 1                | 0                | 21    | 3     |
| 1960                  | Dynamo Moscou         | D1                    | 28          | 12          | 2                     | 0                     | -                | -                | 30    | 12    |
| 1961                  | Dynamo Moscou         | D1                    | 32          | 15          | 3                     | 1                     | 2                | 0                | 37    | 16    |
| 1962                  | Dynamo Moscou         | D1                    | 22          | 3           | 3                     | 1                     | 6                | 3                | 31    | 7     |
| 1963                  | Dynamo Moscou         | D1                    | 34          | 11          | 4                     | 0                     | 5                | 1                | 43    | 12    |
| 1964                  | Dynamo Moscou         | D1                    | 27          | 9           | 2                     | 1                     | 7                | 0                | 36    | 10    |
| 1965                  | Dynamo Moscou         | D1                    | 27          | 7           | 2                     | 1                     | -                | -                | 29    | 8     |
| 1966                  | Dynamo Moscou         | D1                    | 13          | 3           | 1                     | 1                     | 12               | 5                | 26    | 9     |
| 1967                  | Dynamo Moscou         | D1                    | 18          | 5           | 10                    | 1                     | 13               | 10               | 41    | 16    |
| 1968                  | Dynamo Moscou         | D1                    | 4           | 0           | -                     | -                     | 8                | 1                | 12    | 1     |
| 1969                  | Dynamo Moscou         | D1                    | 4           | 0           | -                     | -                     | -                | -                | 4     | 0     |
| Total sur la carrière | Total sur la carrière | Total sur la carrière | 228         | 68          | 28                    | 6                     | 53               | 20               | 309   | 94    |

## Palmarès
Union soviétique
- Vice-champion d'Europe en 1964.

 Dynamo Moscou
- Champion d'Union soviétique en 1959 et 1963.
- Vice-champion d'Union soviétique en 1962 et 1967.
- Vainqueur de la Coupe d'Union soviétique en 1967.

## Distinctions personnelles
- 9e du classement Ballon d'or France Football en 1967